# Rengårdstjärnen (Byske socken, Västerbotten, 723341-174063)
Rengårdstjärnen är en sjö i Skellefteå kommun i Västerbotten och ingår i Åbyälven-Byskeälvens kustområde.